# Xi1 Librae
Xi1 Librae är en orange jätte i Vågens stjärnbild. Den går även under Flamsteed-beteckningen 13 Librae.
Xi1 Librae har visuell magnitud +5,79 och är synlig för blotta ögat vid god seeing.